# Орден Франсиско Миранды
Орден Франсиско Миранды (исп. Orden Francisco de Miranda) — орден Боливарианской Республики Венесуэла. Назван в честь Себастьяна-Франсиско Миранды.
Учреждён в 1943 году Президентом Венесуэлы Исайей Мединой Ангарита.
Орденом награждают за деятельность, способствующую прогрессу страны, и за выдающиеся заслуги.
Главой ордена является Президент Венесуэлы. Право награждения орденом предоставлено Канцлеру и Министру иностранных дел Венесуэлы.

## Степени ордена
Орден делится на три степени (класса):
- Первый класс (исп. Primera Clase) — знак на жёлтой плечевой ленте и восьмиконечная звезда на груди.
- Второй класс (исп. Segunda Clase) — знак на жёлтой шейной ленте и восьмиконечная звезда на груди.
- Третий класс (исп. Tercera Clase) — знак на жёлтой ленте для ношения на груди.

| Знаки степеней |           |           |
| 1-й класс      | 2-й класс | 3-й класс |

## Российские кавалеры ордена
Во время посещения Венесуэлы в 2007 году орденом первого класса был награждён Губернатор Волгоградской области Н. К. Максюта.
Орденом 1 класса награждаются послы аккредитованные в Венесуэле, среди них и Послы России Н. М. Елизаров и В. И. Морозов. Орденом 1 класса был награждён также историк-латиноамериканист М. С. Альперович.

## Изображения

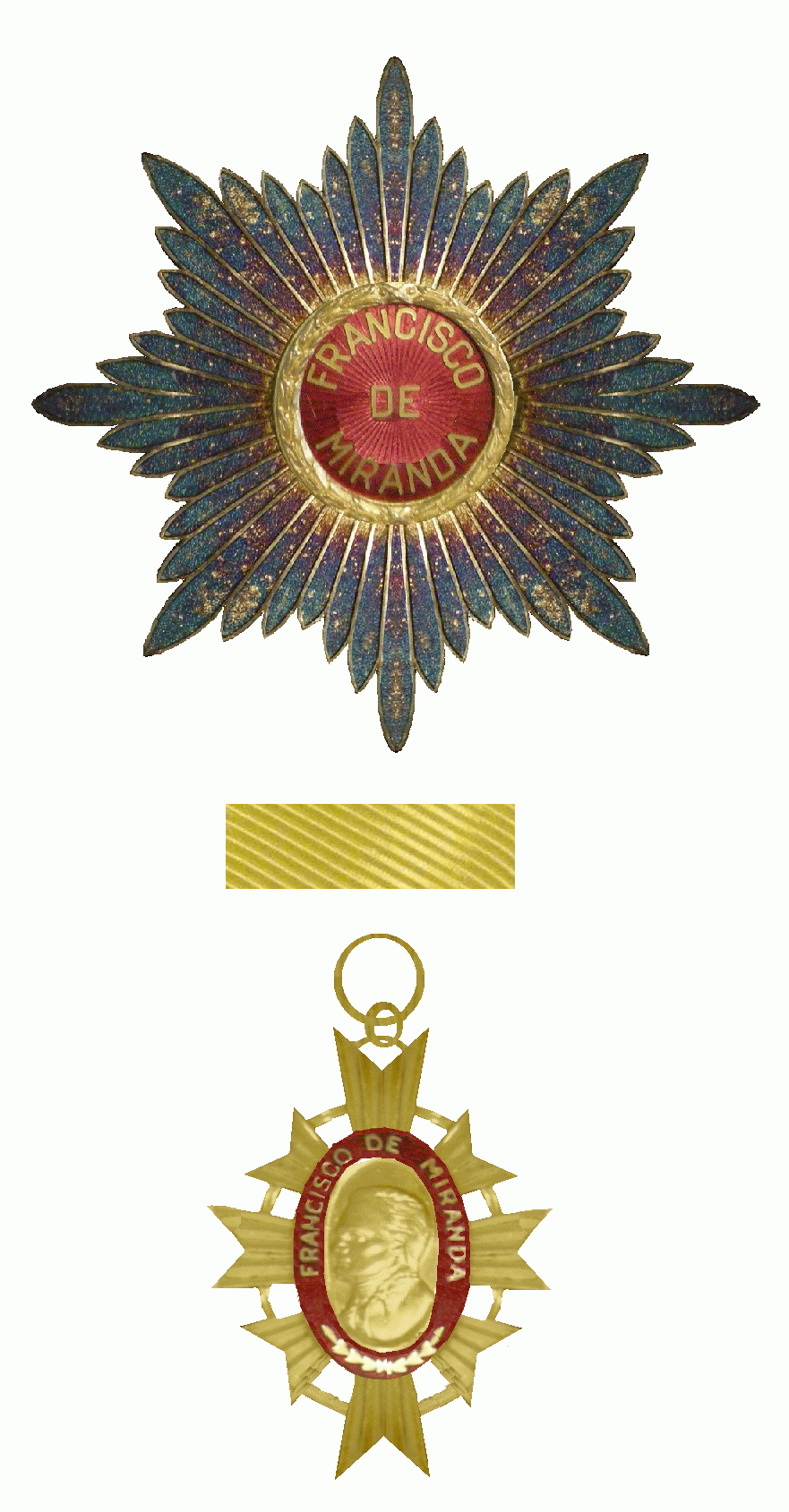
Знак ордена и звезда
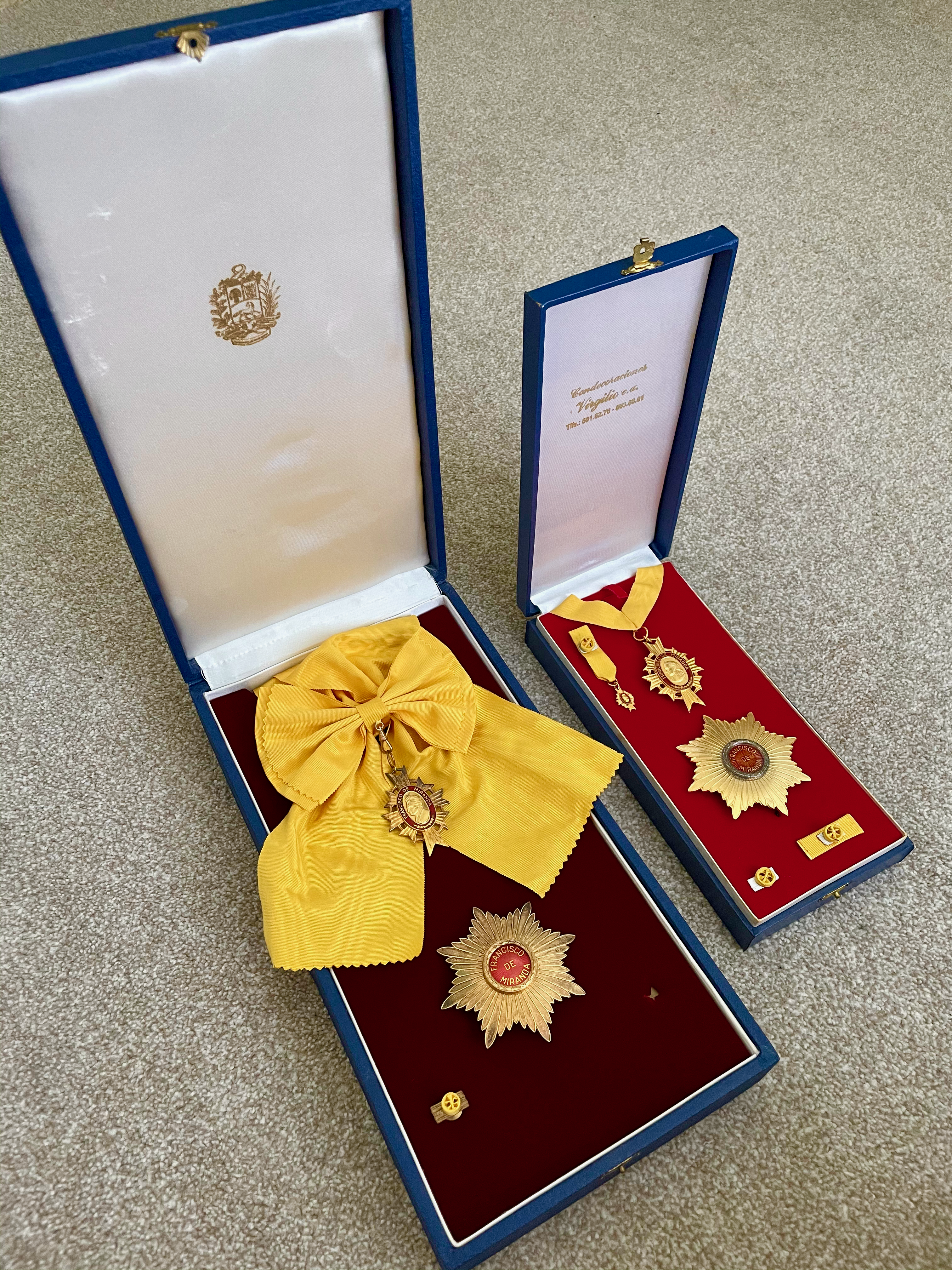
Инсигнии ордена 1 и 2 классов